# Pompeius amblyspila
Pompeius amblyspila är en fjärilsart som beskrevs av Paul Mabille 1897. Pompeius amblyspila ingår i släktet Pompeius och familjen tjockhuvuden. Inga underarter finns listade i Catalogue of Life.